# Paretroplus petiti
Paretroplus petiti är en fiskart som beskrevs av Pellegrin 1929. Paretroplus petiti ingår i släktet Paretroplus och familjen Cichlidae. IUCN kategoriserar arten globalt som otillräckligt studerad. Inga underarter finns listade i Catalogue of Life.